# Cristodulo di Alessandria (copto)
Papa Cristodulo II (in arabo egiziano خرسطوذولس; Egitto, ... – Egitto, 10 dicembre 1077), è stato il 66º Papa della Chiesa ortodossa copta.
Prima dell'elezione al trono papale nel 1047, era un monaco di Val-Habid o al-Baramus. Morì nel 1077.